# Ian Pearson
Ian J. Pearson (* 15. Januar 1974) ist ein englischer Badmintonspieler.

## Karriere
Ian Pearson gewann 1991 Bronze bei der Junioren-Europameisterschaft. 1994 siegte er bei den Hungarian International, 1995 bei den Wimbledon Open, 1996 bei den Portugal International, Welsh International und den Finnish International, 1997 bei den Austrian International, 1998 bei den Portugal International.

## Sportliche Erfolge
| Saison | Veranstaltung                             | Disziplin    | Platz | Name                         |
| ------ | ----------------------------------------- | ------------ | ----- | ---------------------------- |
| 1991   | Junioren-Europameisterschaft              | Herrendoppel | 3     | Ian Pearson / James Anderson |
| 1991   | England: Einzelmeisterschaft der Junioren | Herrendoppel | 1     | James Anderson / Ian Pearson |
| 1992   | England: Einzelmeisterschaft der Junioren | Herrendoppel | 1     | James Anderson / Ian Pearson |
| 1994   | Hungarian International                   | Mixed        | 1     | Ian Pearson / Sarah Hardaker |
| 1995   | Wimbledon Open                            | Mixed        | 1     | Ian Pearson / Joanne Davies  |
| 1996   | Portugal International                    | Herrendoppel | 1     | Ian Pearson / James Anderson |
| 1996   | Finnish International                     | Herrendoppel | 1     | Ian Pearson / James Anderson |
| 1996   | Welsh International                       | Herrendoppel | 1     | Ian Pearson / James Anderson |
| 1997   | Austrian International                    | Herrendoppel | 1     | Anthony Clark / Ian Pearson  |
| 1998   | Portugal International                    | Herrendoppel | 1     | James Anderson / Ian Pearson |
| 1998   | Polish International                      | Herrendoppel | 2     | Nick Ponting / Ian Pearson   |

## Referenzen
- http://bwf.tournamentsoftware.com/profile/biography.aspx?id=229310BC-073C-4390-8304-ECD05FA6809D

| Personendaten    | Personendaten               |
| ---------------- | --------------------------- |
| NAME             | Pearson, Ian                |
| ALTERNATIVNAMEN  | Pearson, Ian J.             |
| KURZBESCHREIBUNG | englischer Badmintonspieler |
| GEBURTSDATUM     | 15. Januar 1974             |